# 446 Eternitas
446 Eternitas (mednarodno ime 446 Aeternitas) je  asteroid tipa A v glavnem asteroidnem pasu.

## Odkritje
Asteroid sta odkrila astronoma Max Wolf (1863–1932) in Arnold Schwassmann (1870–1964) 27. oktobra 1899. Poimenovan je po Eternitas, boginji večnosti iz rimske mitologije.

## Značilnosti
Asteroid Eternitas obkroži Sonce v 4,66 letih. Njegov tir ima izsrednost 0,124, nagnjen pa je za 10,624° proti ekliptiki. Njegov premer je 45,40 km, okrog svoje osi pa se zavrti v 15,85 urah.